# Équipe des Pays-Bas féminine de squash
L'équipe des Pays-Bas féminine de squash représente les Pays-Bas dans les compétitions internationales de squash et dirigée par la Fédération néerlandaise de squash.
Depuis 1981, le meilleur résultat des Pays-Bas aux championnats du monde par équipes est deux participations aux demi-finales.
En 2010, les Pays-Bas sont championnes d'Europe par équipes après douze finales, emmenée par leur joueuse no 1 Vanessa Atkinson. C'est la seule défaite de l'Angleterre dans cette compétition depuis sa création en 1978, exploit renouvelé par la France en 2019.

## Équipe actuelle
- Milou van der Heijden
- Tessa ter Sluis
- Fleur Maas
- Megan Van Dronkelen

## Palmarès championnats du monde de squash par équipes
| Année                    | Résultat             | Classement           | G                    | PL                   |
| ------------------------ | -------------------- | -------------------- | -------------------- | -------------------- |
| Birmingham 1979          | Pas de participation | Pas de participation | Pas de participation | Pas de participation |
| Toronto 1981             | Phase de poule       | 12e                  | 2                    | 5                    |
| Perth 1983               | Pas de participation | Pas de participation | Pas de participation | Pas de participation |
| Dublin 1985              | Phase de poule       | 8e                   | 2                    | 6                    |
| Auckland 1987            | Phase de poule       | 8e                   | 3                    | 5                    |
| Warmond 1989             | Quart de finale      | 7e                   | 2                    | 3                    |
| Sydney 1990              | Phase de poule       | 7e                   | 2                    | 3                    |
| Vancouver 1992           | Demi-finale          | 4e                   | 2                    | 4                    |
| Guernesey 1994           | Phase de poule       | 5e                   | 4                    | 2                    |
| Petaling Jaya 1996       | Quart de finale      | 6e                   | 2                    | 4                    |
| Stuttgart 1998           | Quart de finale      | 6e                   | 2                    | 4                    |
| Sheffield 2000           | 1/16e de finale      | 14e                  | 2                    | 4                    |
| Odense 2002              | Quart de finale      | 5e                   | 5                    | 2                    |
| Amsterdam 2004           | Quart de finale      | 6e                   | 4                    | 3                    |
| Edmonton 2006            | Demi-finale          | 4e                   | 4                    | 2                    |
| Le Caire 2008            | Quart de finale      | 7e                   | 3                    | 3                    |
| Palmerston North 2010    | Phase de poule       | 9e                   | 4                    | 2                    |
| Nîmes 2012               | 1/16e de finale      | 10e                  | 3                    | 3                    |
| Niagara-on-the-Lake 2014 | Pas de participation | Pas de participation | Pas de participation | Pas de participation |
| Issy-les-Moulineaux 2016 | Phase de poule       | 12e                  | 1                    | 5                    |
| Total                    | 17/20                | 0 titre              | 47                   | 60                   |

,